# Попередня мирна конвенція (1828)
Попередня мирна конвенція (ісп. Convención Preliminar de Paz, порт. Convenção Preliminar de Paz) — договір, підписаний у Ріо-де-Жанейро 27 серпня 1828 року між представниками Об'єднаних провінцій Південної Америки і Бразильської імперії, який призвів до завершення війни між цими країнами.

## Передісторія
До 1827 року війна між двома країнами зайшла в глухий кут: засоби були виснажені, а на полі бою жодна зі сторін не мала вирішальної переваги. Блокада бразильським флотом аргентинського узбережжя вдарила по британській торгівлі з Південною Америкою, тому Велика Британія також була зацікавлена в укладенні миру. В цих умовах 20 лютого 1828 року Бразилія і Об'єднані провінції вирішили почати мирні переговори за посередництва Великої Британії. Як посередник із Лондона в Ріо-де-Жанейро прибув лорд Джон Понсонбі.

## Переговори
Під час переговорів швидко з'ясувалося протиріччя в підходах. Об'єднані провінції не визнавали бразильського суверенітету над Східною смугою, а Бразилія не бажала віддавати провінцію Сісплатина Об'єднаним провінціям і вимагала собі Східні місії для забезпечення свободи судноплавства по Ла-Платі. Щоб вирішити проблему, лорд Понсонбі запропонував зробити спірну територію незалежною державою, і погодився з бразильськими претензіями на Східні місії і свободу судноплавства. Представник Об'єднаних провінцій спочатку не хотів з цим погоджуватися, але Велика Британія натиснула, і 27 серпня 1828 року договір було підписано.

## Підсумки і наслідки
На момент підписання попередньої угоди війська Об'єднаних провінцій витіснили бразильські війська з усієї Східної смуги (разом зі Східними місіями), тому звістка про угоду, за якою ці території повинні бути залишені, та ще й з оплатою військових витрат Бразилії, викликала шок. Президент Бернардіно Рівадавія був змушений піти у відставку, а губернатор Буенос-Айреса Мануель Доррего спробував анулювати угоду, але Понсонбі тиснув усіма можливими способами, і новий уряд Об'єднаних провінцій був змушений поступитися. 4 жовтня 1828 року угоду було ратифіковано в Монтевідео, і колишня провінція Сісплатина стала незалежною державою Уругвай.
Військовики Об'єднаних провінцій, які були родом із земель Східної смуги, склали основу збройних сил нової держави. Суперництво між військовими лідерами призвело до громадянських воєн як в Уругваї, так і в Об'єднаних провінціях.